# Fischeria scandens
Fischeria scandens là một loài thực vật có hoa trong họ La bố ma. Loài này được DC. mô tả khoa học đầu tiên năm 1813.